# Općina Kanal ob Soči
Općina Kanal ob Soči (slo.:Občina Kanal ob Soči) je općina na zapadu Slovenije u pokrajini Primorskoj i statističkoj regiji Goriškoj. Središte općine je naselje Kanal s 1.273 stanovnika. 

## Zemljopis
Općina Kanal ob Soči nalazi se na zapadu Slovenije, na granici s Italijom. U središnjem dijelu općine nalazi se dolina rijeke Soče. Zapadno se pruža pobrđe, poznato kao Brda, a istočno se uzdiže planina Trnovski Gozd.
U općini vlada sredozemna klima. Najvažniji vodotok u općini je rijeka Soča, a svi manji vodotoci su njeni pritoci.

## Naselja u općini
Ajba, Anhovo, Avče, Bodrež, Deskle, Doblar, Gorenja vas, Kal nad Kanalom, Kambreško, Kanal, Kanalski Vrh, Kostanjevica pri Ligu, Krestenica, Levpa, Lig, Ložice, Morsko, Plave, Ročinj, Seniški Breg, Ukanje, Zapotok

## Vanjske poveznice
- Službena stranica općine